# Cleptocaccobius humilis
Cleptocaccobius humilis là một loài bọ cánh cứng trong họ Bọ hung (Scarabaeidae).